# Električni izolator
Električni izolator, u fizici, je tvar koja ima vrlo malenu električnu provodnost (dielektrik; izolacijski materijali) a u elektrotehnici, konstrukcijski je dio električnih vodova, te energetskih i telekomunikacijskih postrojenja, koji nosi i učvršćuje električne vodiče i ujedno ih električki izolira od ostalih dijelova konstrukcije. Za električne energetske vodove i električna postrojenja izolator mora odgovarati određenim tehničkim zahtjevima s obzirom na mehaničku čvrstoću, čvrstoću na električni proboj i preskok, toplinsku (termičku) otpornost (radi moguće pojave električnoga luka), postojanost prema utjecaju okoline. Za izradu izolatora najčešće se upotrebljava porculan određenih kvaliteta (elektroporculan), kaljeno staklo i keramički materijali (na primjer steatit).
Električni izolator je materijal u kojem nema slobodnih nositelja električnog naboja, pa zbog toga vrlo slabo vodi električnu struju. Sinonim za pojam izolator je i dielektrik koji se u elektrotehnici obično koristi za izolatore u kondenzatorima, a često se susreće i u fizici.

## Električni vodiči i električni izolatori
Prijeđemo li rukom preko elektriziranog staklenog štapa i približimo li ga zatim papirićima, vidjet ćemo da ih više neće privlačiti. Štap više nije električan jer je izgubio svoj električni naboj. Elektricitet je prešao preko ruke u zemlju. Natarimo ponovo štap, dodirnimo ga na primjer komadom voska, smole ili drva, i on će nakon toga opet privlačiti papiriće. Elektricitet se sada nije izgubio kao prije dodirom štapa rukom ili bilo kojom kovinom. Znači, sve tvari ne provode jednako elektricitet, a prema tome ni električnu struju. 
Zbog toga tvari dijelimo na električne vodiče i električne izolatore, koji se također nazivaju i dielektrici. Vodiči su tvari koje dobro provode električnu struju, dok je izolatori ne provode. Vodiči su svi metali, razrijeđeni plinovi, nečista voda, kiseline, otopine soli i baza (lužina), ugljen, staklo u tekućem stanju i tako dalje. Ali ni svi metali nisu jednako dobri vodiči. Među njima je najbolji vodič srebro, a zatim bakar. Aluminij je također dobar vodič, pa se mnogo upotrebljava za električne vodove visokog električnog napona. Izolatori su staklo, porculan, kvarc, tinjac (tinjci ili liskuni su slojeviti silikati ili filosilikati), guma, svila, parafin, ulje, čista voda i tako dalje. 
Vodiči i izolatori su jednako važni u svakodnevnom životu, jer prve upotrebljavamo za vođenje električne struje, dok drugi služe za sprečavanje prolaza struje. Tako na primjer čašice od porculana služe za vezivanje žica na električnim stupovima: to su izolatori. Isto tako ovijamo električne žice slojem gume, plastikom, svilom ili papirom koji je namočen u parafin da ne bi struja prečla sa žice na druge predmete.

## Vrste izolatora
U različitim oblicima, izolatori su u širokoj upotrebi u tehnici, od porculanskih visokonaponskih izolatora za visokonaponske vodove, preko izolacijskih materijala kojima se presvlače električni vodiči, do raznih umjetnih materijala za kućišta električnih uređaja i alata, tijela elektroinstalacijskog materijala, izolacije rastavljača u rasklopnim uređajima jake struje, ploča za izradu tiskanih pločica za elektroniku, izolirajućih folija za izradu kondenzatora i drugo. Među poznatim izolatorima najbolji je suhi zrak[nedostaje izvor]. Nakon njega parafin, pa staklo, porculan, keramika, tvrda guma, PVC i njemu srodni plastični materijali, svila, suhi papir i neke tekućine, (naročito specijalno ulje za transformatore). Neki od tih materijala današnja elektrotehnika ne primjenjuje jer nisu praktični, ali su bili u upotrebi prije pojave današnjih modernih izolacijskih materijala.

### Izolacijski materijali
Izolacijski materijali, u elektrotehnici, su čvrste, tekuće i plinovite tvari koje ne vode električnu struju, a upotrebljavaju se za izoliranje električnih vodiča, odnosno pojedinih dijelova električnih vodova i uređaja, međusobno ili od tla. Bez takvih izolacijskih materijala bilo bi nemoguće konstruirati različite električne uređaje, prenositi električnu energiju i otkloniti opasnosti koje za ljude nastaju uporabom električne struje.
Mogućnost primjene izolacijskih materijala u elektrotehnici ovisi o njihovim električnim i mehaničkim svojstvima, među koja se u prvom redu ubrajaju električna otpornost, površinska električna otpornost, dielektričnost, faktor dielektričkih gubitaka i čvrstoća na električni proboj, nadalje mehanička čvrstoća, otpornost na djelovanje ulja, dima i vatre te higroskopnost. Mnogim se izolacijskim materijalima ta svojstva znatno mijenjaju tijekom vremena, pri povišenim temperaturama, kod struja viših frekvencija i drugo. Tako na primjer površinska električna otpornost zbog vlage, nečistoće i drugih utjecaja može biti za nekoliko redova veličine manja od unutrašnje električne otpornosti materijala. Zato pri izboru izolacijskoga materijala nije dovoljno odabrati samo materijal s velikom električnom otpornošću (106 do 1016 Ωm), nego i takav koji će biti prikladan za određenu primjenu. U elektrotehnici kao izolacijski materijali služe različite anorganske i organske prirodne i sintetske tvari: porculan, keramika i staklo, polimerni materijali (plastika), guma, voskovi i smole, vlaknasti materijali, izolacijske tekućine i plinovi, a kao izolator djeluje i vakuum.

## Svojstva izolatora
Za svojstva i područja namjene izolatora važno je nekoliko karakterističnih parametara:
- specifični električni otpor, oznaka ρ, izražen u Ωmm2/m. To je otpor koga prolasku struje pruža žica presjeka 1 mm2, duljine 1 m. Dobre izolatore odlikuje visok specifični otpor.
- probojna čvrstoća izražena u kV/mm predstavlja napon kod koga nastupa proboj izolatora debljine 1 mm.
- dopuštena maksimalna temperatura je temperatura kod koje izolator još zadržava dostatna mehanička i električna svojstva (osobito specifični otpor i probojnu čvrstoću) koja garantiraju siguran pogon. Prekoračenje te temperature može uzrokovati mekšanje, pa i taljenje izolatora, zapaljenje, pougljenjivanje i drugo, nakon čega slijedi proboj izolacije.

### Svojstva najčešćih izolatora
Tablica daje navedene parametre za najčešće vrste izolacijskih materijala:
| materijal                  | bakelit | meka guma | tvrda guma | PVC elastični | PVC tvrdi | porculan | staklo | šelak  | tinjac | ljepenka | transformsko ulje |
| specifični otpor (Ωmm2/m)  | 10      | ?         | 1016       | 1011          | 1014      | 10       | 107    | 1014   | 1014   | 108      | 10                |
| probojna čvrstoća (kV/mm)  | 20      | 10..30    | 10..30     | ?             | 50        | 50       | 30..38 | 12..20 | 20..60 | 10..30   | 8..12             |
| dopuštena temperatura (°C) | 55..100 | -30..60   | -40..80    | 65            | 60..70    | ?        | ?      | 75     | ?      | 130      | 85                |

Na kraju, slobodni nositelji električnog naboja prisutni su i u poluvodičima. Vrlo čisti poluvodiči su na niskim temperaturama izolatori, međutim dodavanjem primjesa postaju vodljivi. Pravi izolatori se od njih razlikuju mnogo većim zabranjenim pojasom između vodljivog i valentnog pojasa, ali uz dovoljno veliko električno polje i oni postaju vodljivi. To znači da ne postoji idealni izolator, već za svaki materijal postoji karakteristična probojna čvrstoća. Kod krutih izolatora proboj obično uzrokuje fizičke i kemijske promjene koje trajno pogoršavaju njegova svojstva.

## Poveznice
- Građa materije
- Električni vodič

## Vanjske poveznice
|  | Zajednički poslužitelj ima još gradiva o temi Električni izolator |

- Eduvizija Video, članak "Električni vodiči i izolatori - 8. razred - Fizika", YouTube